# Episodi di Russian Doll (seconda stagione)
La seconda stagione della serie televisiva Russian Doll, composta da sette episodi, è stata distribuita da Netflix il 20 aprile 2022.
| Numero | Titolo originale   | Titolo italiano          | Pubblicazione  |
| ------ | ------------------ | ------------------------ | -------------- |
| 1      | Nowhen             | Una nuova prospettiva    | 20 aprile 2022 |
| 2      | Coney Island Baby  | Figlio di Coney Island   | 20 aprile 2022 |
| 3      | Brain Drain        | Fuga di cervelli         | 20 aprile 2022 |
| 4      | Station to Station | Da stazione a stazione   | 20 aprile 2022 |
| 5      | Exquisite Corpse   | Cadavere squisito        | 20 aprile 2022 |
| 6      | Schrödinger's Ruth | Ruth secondo Schrödinger | 20 aprile 2022 |
| 7      | Matryoshka         | Matrioska                | 20 aprile 2022 |